# Lithosciadium
Lithosciadium é um género de plantas com flores pertencentes à família Apiaceae.
A sua distribuição nativa é da Sibéria à Mongólia.
Espécies:
- Lithosciadium kamelinii (V.M.Vinogr.) Pimenov ex Gubanov
- Lithosciadium multicaule Turcz.